# قيصري إيرسيسبور
قيصري إيرسيسبور (بالتركية: Kayseri Erciyesspor)‏ هو نادي كرة قدم تركي، مركزه في مدينة قيصرية في تركيا، تأسس في سنة 1966، وإحتل المركز ال17 في الدوري التركي لكرة القدم موسم 2014-2015.

## وصلات خارجية
- (بالتركية) الموقع الرسمي